# فيكتور بيستا
فيكتور بيستا (‎cs‏؛ مواليد 15 يوليو 1990) هو مُقاتل فنون قتالية مختلطة تشيكي.

## وصلات خارجية
- فيكتور بيستا على موقع شيردوغ (الإنجليزية)
- فيكتور بيستا على موقع IMDb (الإنجليزية)
- فيكتور بيستا على موقع قاعدة بيانات الفيلم (الإنجليزية)